# 堀河院中宮上総
堀河院中宮上総（ほりかわのいんのちゅうぐうのかずさ、生没年不詳）は、平安時代後期の女流歌人。

## 経歴
出自をはじめ伝記情報に乏しいが、幼い頃、親と共に東国に下向したことがある。帰京後、篤子内親王（後三条天皇皇女・堀河天皇中宮）に出仕。源俊頼、藤原俊忠、周防内侍らと親交があった。堀河天皇の内裏歌壇及び鳥羽天皇在位時の各種歌合、『金葉和歌集』以降の勅撰集、私家集等に作品を残している。

## 逸話
- 幼い頃、親と共に東国に向かう途中、三河の八橋を通った[1]。

歌枕を意識して恋の歌を詠んでおり、少女時代から和歌に関する知識・素養があったことがわかる。
- 内裏に積った雪で山を作ったという話を聞きつけた周防内侍に対し、

別に咎められないと思うから見にきたらいいじゃないと戯れている。

## 作品
勅撰集
| 歌集名         | 作者名表記     | 歌数 | 歌集名         | 作者名表記              | 歌数 | 歌集名         | 作者名表記     | 歌数 |
| -------------- | -------------- | ---- | -------------- | ----------------------- | ---- | -------------- | -------------- | ---- |
| 後拾遺和歌集   |                |      | 金葉和歌集     | 前中宮上総              | 2    | 詞花和歌集     |                |      |
| 千載和歌集     |                |      | 新古今和歌集   |                         |      | 新勅撰和歌集   | 堀河院中宮上総 | 2    |
| 続後撰和歌集   | 堀河院中宮上総 | 2    | 続古今和歌集   | 堀川院中宮上総 中宮上総 | 1    | 続拾遺和歌集   | 堀河院中宮上総 | 2    |
| 新後撰和歌集   |                |      | 玉葉和歌集     |                         |      | 続千載和歌集   |                |      |
| 続後拾遺和歌集 | 堀河院中宮上総 | 1    | 風雅和歌集     |                         |      | 新千載和歌集   | 堀河院中宮上総 | 1    |
| 新拾遺和歌集   | 堀河院中宮上総 | 1    | 新後拾遺和歌集 | 中宮上総                | 1    | 新続古今和歌集 | 堀河院中宮上総 | 1    |

定数歌・歌合
| 名称                 | 時期                 | 作者名表記 | 備考 |
| -------------------- | -------------------- | ---------- | ---- |
| 中宮権大夫能実歌合   | 1096年（永長元年）   |            |      |
| 備中守仲実女子根合   | 1100年（康和2年）    |            |      |
| 堀河院艶書合         | 1102年（康和4年）    |            |      |
| 俊忠家歌合           | 1104年（長治元年）   |            |      |
| 雲居寺結縁後宴歌合   | 1116年（永久4年）    |            |      |
| 内大臣忠通歌合       | 1117年（永久5年）    |            |      |
| 権僧正永縁奈良房歌合 | 1124年（天治元年）頃 |            |      |

私家集
- 中宮上総集（残欠）（彰考館蔵）